# Thanh Niên (báo)
Báo Thanh Niên là một tờ nhật báo Việt Nam có trụ sở tại Thành phố Hồ Chí Minh. Đây là một trong những tờ báo có số lượng phát hành lớn nhất Việt Nam với 300.000 bản/ngày (có thời điểm phát hành hơn 400.000 bản).
Ngày 3 tháng 1 năm 1986, báo ra số đầu tiên với tên gọi Tuần tin Thanh Niên trực thuộc Hội Liên hiệp Thanh niên Việt Nam. Trước đây, ngày 21 tháng 6 năm 1925, cũng có một tờ báo mang tên Thanh Niên do Nguyễn Ái Quốc sáng lập nhưng không phải là tiền thân của tờ Thanh Niên ngày nay.
Tòa soạn hiện nay đặt tại số 268 - 270 đường Nguyễn Đình Chiểu, phường Võ Thị Sáu, quận 3, thành phố Hồ Chí Minh và 218 Tây Sơn, phường Quang Trung, quận Đống Đa, Hà Nội.
Các phòng ban:
Ban Kinh tế,
Ban Chính trị xã hội,
Ban Văn nghệ,
Ban Thanh Niên - Giáo dục,
Ban Thể thao,
Ban Quốc tế, Ban Thư ký tòa soạn.
Báo Thanh Niên cũng là đơn vị nắm giữ bản quyền cử thí sinh đến cuộc thi Hoa hậu Trái Đất từ năm 2010 đến năm 2012.

## Lịch sử

### Báo Thanh Niên và các ấn phẩm
- Năm 1985, những số báo in thử đầu tiên đã đến tay bạn đọc với tên gọi là Thông tin Thanh Niên. Đây là cơ sở, tiền đề chuẩn bị tiến đến xuất bản Báo Thanh Niên đều đặn, định kỳ từ năm 1986 trở về sau này.
- Ngày 3 tháng 1 năm 1986, báo ra số đầu tiên với tên gọi Tuần tin Thanh Niên trực thuộc Hội Liên hiệp Thanh niên Việt Nam. Tổng biên tập đầu tiên của tờ báo là ông Huỳnh Tấn Mẫm, người từng là Chủ tịch Tổng hội Sinh viên Sài Gòn trong thời kỳ chiến tranh.[4][5][6]. Do phát hành vào thời điểm nhân dịp năm mới Tết Bính Dần, nên Ban Biên tập quyết định gộp chung số 1 và số 2 làm thành số đặc biệt, có đóng bìa. Kể từ đó, ngày 03/01/1986 được chọn là ngày Báo Thanh Niên phát hành số báo đầu tiên, có ý nghĩa như ngày chính thức thành lập Báo. Đến ngày 03/03/1986, Tuần tin Thanh Niên số 3 chính thức phát hành, với khổ A4, 16 trang.
- Ngày 20/02/1992, Báo Thanh Niên tăng kỳ phát hành lên 2 kỳ/tuần gồm: thứ năm, chủ nhật và xuất bản thêm Thanh Niên Nguyệt San (ra 1 kỳ/tháng).
- Ngày 30/11/1993, Báo Thanh Niên tiếp tục tăng kỳ phát hành lên 3 kỳ/ tuần gồm: thứ ba, thứ năm, chủ nhật.
- Tháng 4/1995:
  - Tờ Thanh Niên Nguyệt San đổi tên thành Thanh Niên Bán Nguyệt San, phát hành ngày 1 và 15 mỗi tháng.
  - Phát hành 4 kỳ/tuần gồm: thứ ba, thứ năm, thứ bảy, chủ nhật.
  - Thanh Niên chủ nhật ra bộ mới gồm 20 trang, khổ lớn 30x40cm, có 4 trang bìa couché.
- 2/7/1997, đổi ngày phát hành thành thứ hai, thứ tư, thứ sáu, chủ nhật.
- Ngày 15/9/1999, Thanh Niên Bán Nguyệt San ra số cuối cùng, từ 10/10/1999 thay thế bằng Thanh Niên cuối tuần, gồm 48 trang, phát hành thứ 5 hằng tuần.
- Năm 1999: Báo ra 4 kỳ/tuần: thứ hai, thứ ba, thứ tư, thứ sáu.
- Ngày 9/3/2000: Tăng lên 5 kỳ/tuần, phát hành từ thứ hai đến thứ sáu. Thanh Niên cuối tuần chuyển phát hành sang thứ bảy.
- Ngày 7/10/2000, Thanh Niên cuối tuần chính thức đổi thành mang tên Thanh Niên thứ Bảy, khổ lớn. Kể từ thời điểm này Thanh Niên ra 6 kỳ/tuần.
- 6/1/2002, Thanh Niên chính thức trở thành nhật báo khi phát hành Thanh Niên cuối tuần bộ mới vào chủ nhật (sau này là Thanh Niên chủ nhật)
- Ngày 01/12/2003, website thanhnien.vn, phiên bản điện tử của Báo Thanh Niên chính thức khai trương.
- Ngày 14/4/2006: Thanh Niên tuần san số 01 chính thức ra đời, in 4 màu, khổ 23 x 29 cm, phát hành thứ sáu hằng tuần.
- Ngày 01/10/2007, nhật báo Thanh Niên Daily số 01 ra mắt.
- Ngày 4/9/2009, tuần báo Thanh Niên Weekly chính thức ra đời (chuyển đổi từ Thanh Niên Daily). Sau đó, đến tháng 11 năm 2010, Thanh Niên Weekly ngừng phát hành.[7]
- Ngày 6/2/2020, Ban Bí thư T.Ư Đoàn đã công bố Quyết định số 1209-QĐ/TWĐTN-BTC ngày 6.2.2020 về việc sáp nhập Tạp chí Thời Trang Trẻ vào Báo Thanh Niên. Tạp chí Thời Trang Trẻ tồn tại được 1 năm dưới sự quản lý của Báo Thanh Niên sau đó kết thúc xuất bản báo in vào đầu năm 2021 và chỉ còn bản online.

### Trụ sở và các văn phòng đại diện

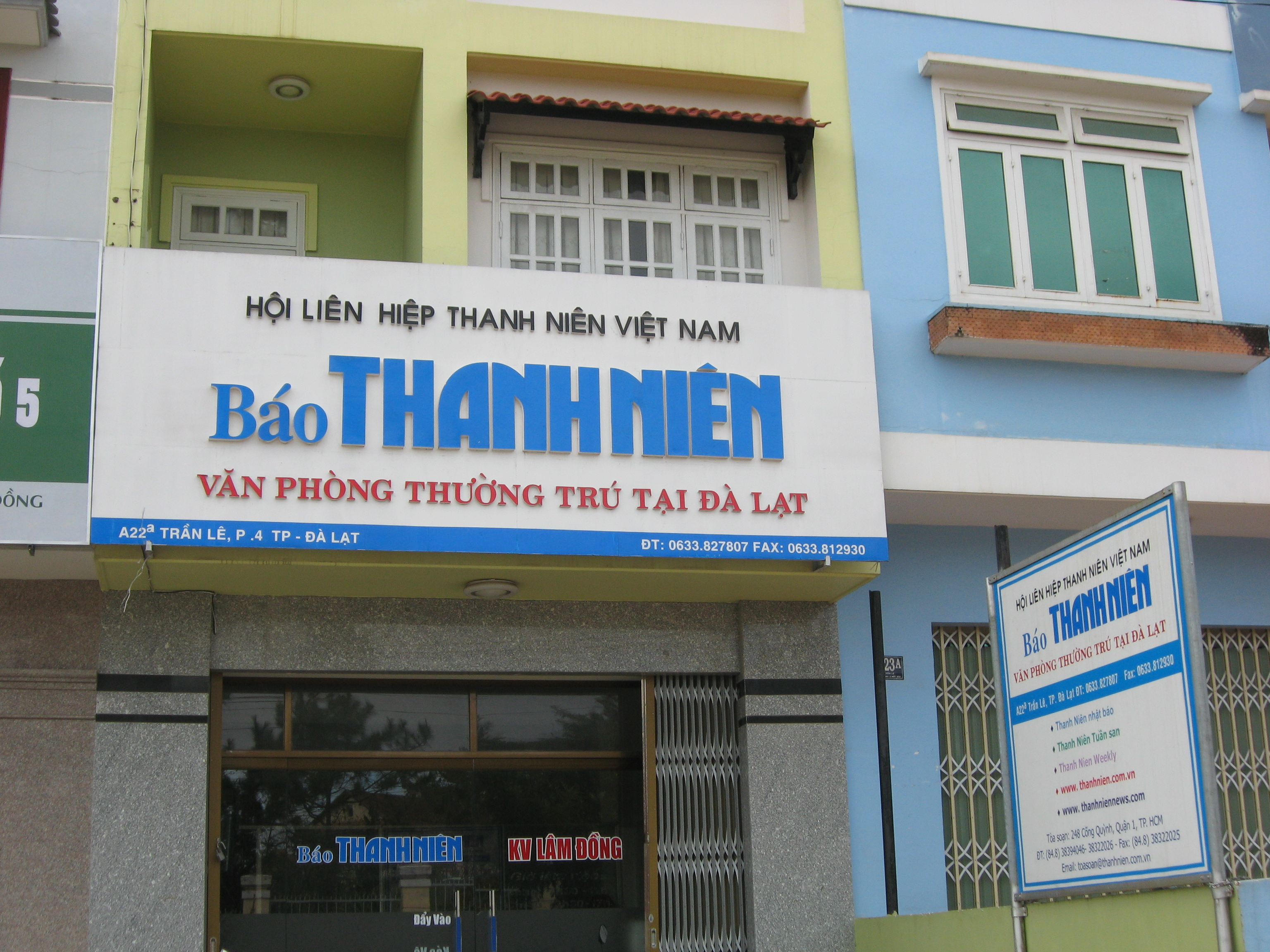
Một chi nhánh văn phòng của Thanh niên tại thành phố Đà Lạt, tỉnh Lâm Đồng vào năm 2011.

Ban đầu, tờ báo đặt trụ sở tại hành lang văn phòng Câu lạc bộ Hội Liên hiệp Thanh Niên số 145, đường Pasteur, phường 6, Quận 3, TP.HCM (là trụ sở của VP Trung ương Đoàn Thanh Niên Cộng sản Hồ Chí Minh - phía Nam). Sau đó, từ tháng 10/1986, tòa soạn báo Thanh Niên chuyển về số 1 Ter, đường Nguyễn Thành Ý, Đa Kao Quận 1, TP.HCM.
Từ ngày 1/5/1987, tòa soạn chuyển về số 20 Ter, đường Trần Hưng Đạo B, phường 7, Quận 5, TP.HCM.
Từ ngày 1/7/1992, tòa soạn chính thức chuyển về số 248, đường Cống Quỳnh, Nguyễn Cư Trinh, Quận 1, TP.HCM.
Tháng 2/1998, tòa soạn chuyển về số 189 Cống Quỳnh, Quận 1, TP.HCM (nhà thuê), để chuẩn bị khởi công xây dựng lại trụ sở tại 248 Cống Quỳnh.
Ngày 7/6/1999, tòa soạn chuyển về lại số 248 Cống Quỳnh, Quận 1, TP.HCM.
Từ ngày 19 tháng 10 năm 2015, tòa soạn chính thức chuyển về số 268 - 270 đường Nguyễn Đình Chiểu, phường 6, Quận 3, TP.HCM.
Ngoài tòa soạn chính tại TP.HCM, báo Thanh Niên còn có tòa soạn tại Hà Nội. Cụ thể:
Từ tháng 4/1989, Tuần tin Thanh Niên bắt đầu mở cơ quan đại diện tại số 55 phố Quang Trung, Trần Hưng Đạo, Hoàn Kiếm, Hà Nội.
Ngày 11 tháng 7 năm 1990, Ban Bí thư Trung ương Đoàn ra Quyết định thành lập Ban đại diện Tuần tin Thanh Niên tại Hà Nội, đặt tại số 139A Mai Hắc Đế, Lê Đại Hành, Hai Bà Trưng, Hà Nội. Đến tháng 11/1990, tòa soạn Hà Nội được chuyển về số 5A Hàm Long, Phan Chu Trinh, Hoàn Kiếm, Hà Nội.
Tháng 7/1996, tòa soạn Hà Nội tiếp tục chuyển về số 197 Tây Sơn, Ngã Tư Sở, Đống Đa, Hà Nội.
Từ năm 2009, tòa soạn tạm chuyển về 167 Tây Sơn, Quang Trung, Đống Đa, Hà Nội để chuẩn bị xây mới trụ sở 218 Tây Sơn, Trung Liệt, Đống Đa.
Đến tháng 6/2014 tòa soạn mới tại 218 Tây Sơn chính thức hoạt động.

### Tổng Biên tập
- Huỳnh Tấn Mẫm (1/1986 - 9/1989)
- Lương Ngọc Bộ (10/1989 - 9/1990)
- Nguyễn Công Khế (10/1990 - 12/2008)
- Đặng Thanh Tịnh (1/2009 - 8/2009) - Phó tổng biên tập phụ trách
- Nguyễn Quang Thông (9/2009 - 10/2021)[1]
- Nguyễn Ngọc Toàn (11/2021 - nay)

Ngoài hoạt động báo chí, báo Thanh Niên còn tổ chức nhiều hoạt động văn hóa xã hội như chương trình ca nhạc Duyên Dáng Việt Nam (VTV3, VTV6 (nay là VTV Cần Thơ)), Khát vọng trẻ (VTV1, VTV2, VTV3, VTV4, VTV6 (nay là VTV Cần Thơ), VTC9), giải bóng đá U21 quốc gia, quỹ học bổng Nguyễn Thái Bình..., chương trình Tư vấn Mùa thi, Tiếp sức mùa thi,...
Báo đã được tặng thưởng Huân chương Lao động hạng Ba năm 1996, hạng Nhì năm 2001.

## Lãnh đạo
- Tổng biên tập: Nguyễn Ngọc Toàn
- Phó tổng biên tập: Bảo Phước (Hải Thành), Lâm Hiếu Dũng, Trần Việt Hưng
- Tổng Thư ký tòa soạn:  Dương Danh Hữu (Đức Trung) (TP.HCM)
- Phó tổng thư ký tòa soạn: Nguyễn Tuyết Nhung, Bùi Quang Duẩn (Hà Nội)
- Các thư ký tòa soạn: Trọng Phước; Ngô Minh Trí; Hoành Sơn; Đình Huân, Trần Duy

## Các phiên bản phát hành
Hiện nay báo Thanh Niên có các phiên bản phát hành gồm:
- Báo Thanh Niên (Nhật báo - Tiếng Việt)
- Báo Thanh Niên Tuần San (Tạp chí - Tiếng Việt)
- Tin tức online Báo Thanh Niên
- Tin thể thao Thanh Niên Online Thể thao (https://thethao.thanhnien.vn)
- Tin nóng Lưu trữ ngày 14 tháng 3 năm 2018 tại Wayback Machine
- Tin tức Xe
- Tin tức Game
- Tin tức Video
- Thời trang trẻ